# Fannie Lafontaine
 (décembre 2016).
Si vous disposez d'ouvrages ou d'articles de référence ou si vous connaissez des sites web de qualité traitant du thème abordé ici, merci de compléter l'article en donnant les références utiles à sa vérifiabilité et en les liant à la section « Notes et références ».
Fannie Lafontaine (née à Québec en 1976) est une avocate spécialisée en droit pénal international et dans la défense des droits de la personne. Elle est titulaire de la Chaire de recherche du Canada sur la justice internationale pénale et les droits fondamentaux.
En 2004, elle a travaillé au sein de l'équipe de la Commission internationale d'enquête sur le Darfour. Elle a aussi travaillé à la Cour suprême du Canada comme auxiliaire juridique auprès Louise Arbour. En janvier 2007, elle est devenue professeure à la faculté de droit de l'Université Laval. En 2008, elle fonde la Clinique de droit international pénal et humanitaire de l'Université Laval.
Elle a été consultante pro bono dans la cause d'Omar Khadr. En novembre 2015, elle est mandatée observatrice civile indépendante pour évaluer l’intégrité et l’impartialité des enquêtes menées sur les policiers de Val-d'Or, soupçonnés d'avoir agressés sexuellement des femmes autochtones.